# Kery Fay

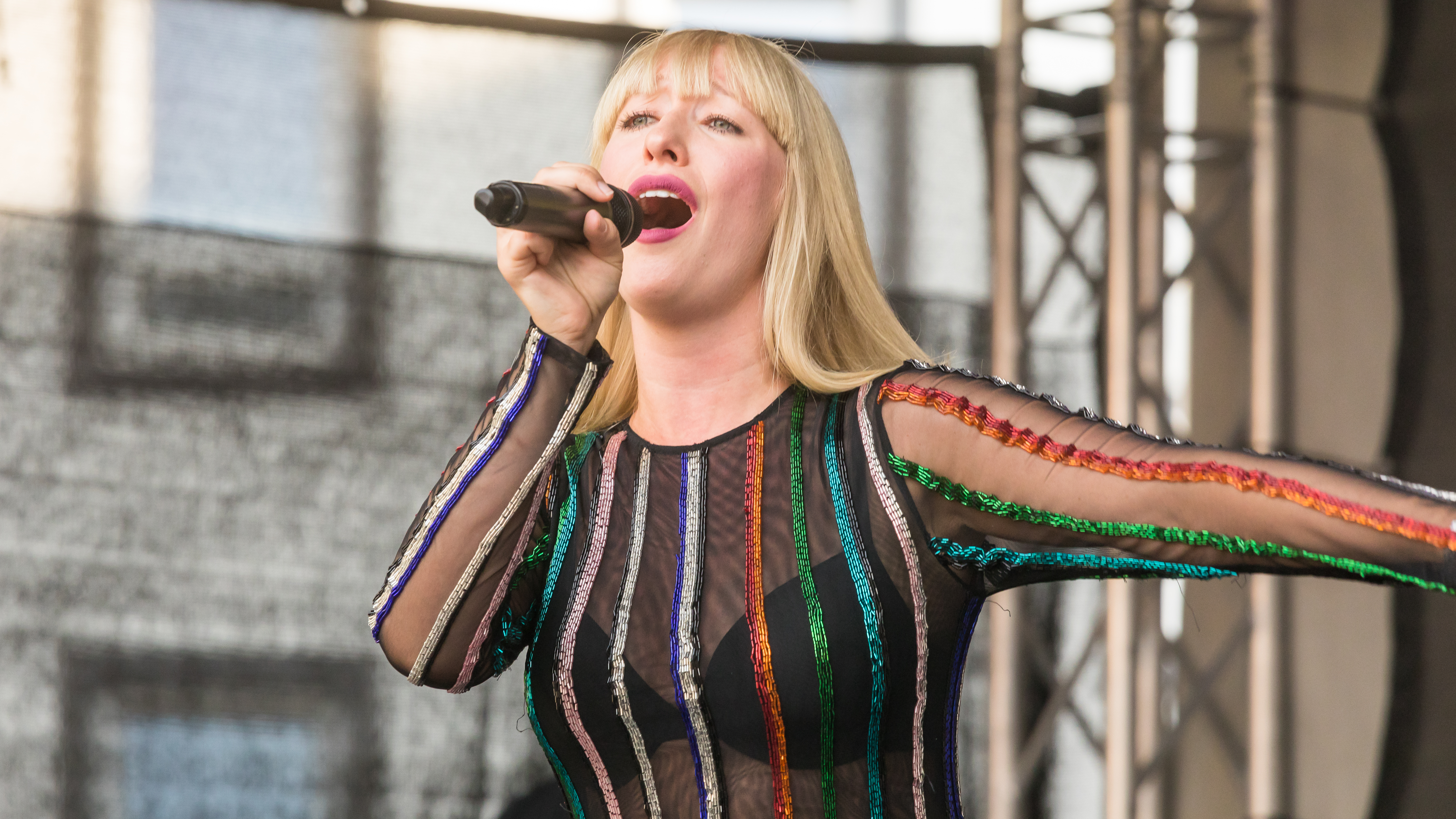
Kery Fay auf dem Straßenfest zur Cologne Pride 2018

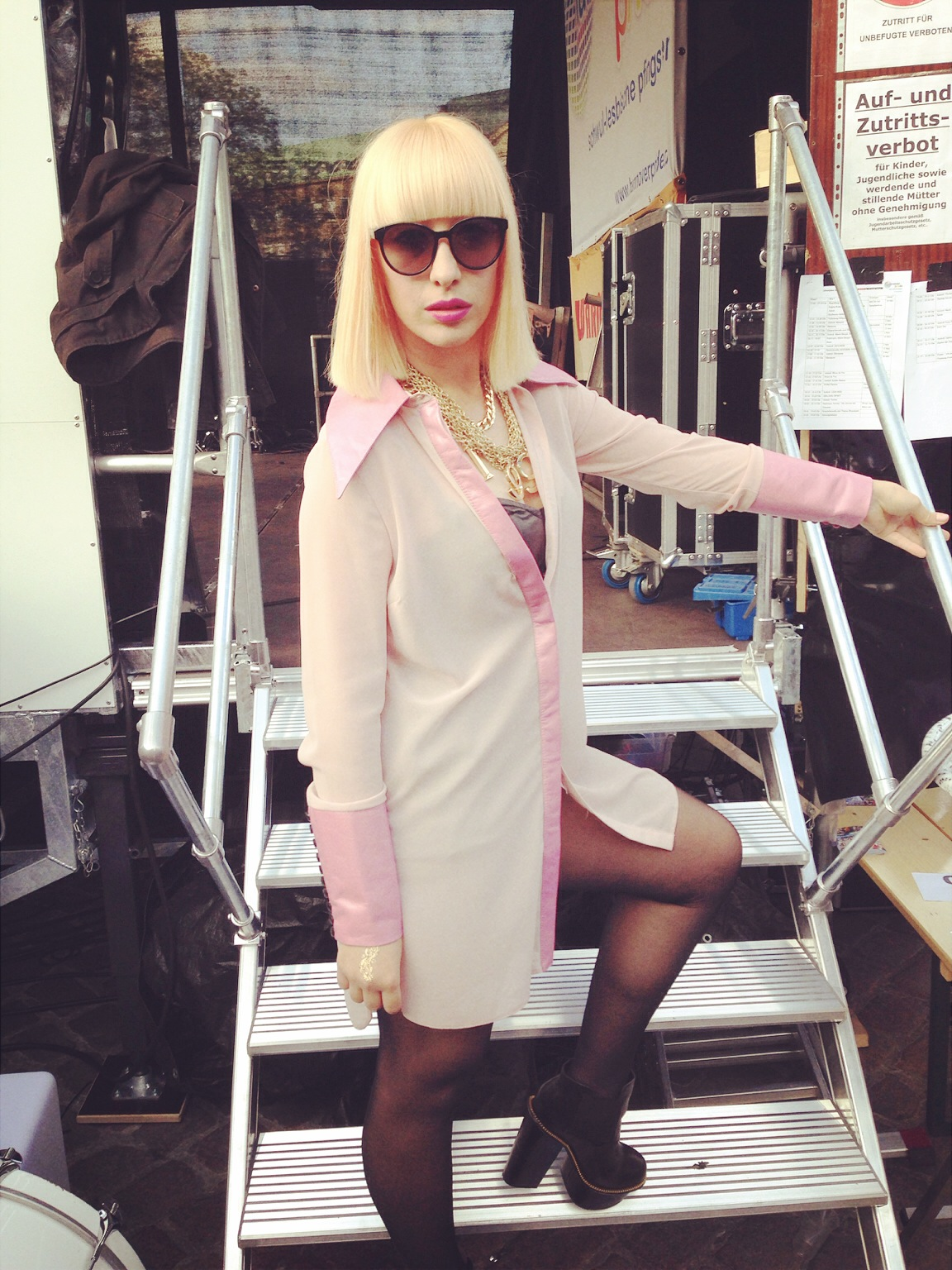
Kery Fay Backstage. Hannover Pride 2015

Kery Fay (* 5. Februar 1989 in der Ukrainischen SSR, bürgerlich Karyna Fedorchuk) ist eine deutsche Pop- und Dance-Sängerin und Songschreiberin.

## Leben und Wirken
Kery Fay wuchs in Bila Zerkwa auf. Im Alter von 12 Jahren wanderte sie mit ihren Eltern nach Deutschland aus und nahm Unterricht in Tanz, Gesang und Schauspiel.
Im April 2016 erschien die Singleauskopplung Otherside sowie eine akustische Version des Songs mit Loomis Green (Gitarrist von Jan Delay).
Sie präsentierte die neue Single in der Schweiz beim Zurich Pride Festival 2016, wo sie als eine der Headliner vor 15.000 Zuschauern auftrat.
Anfang 2018 erschien die Single Secrets im Label C47 Digital. Im gleichen Jahr trat sie beim Hamburger Hafengeburtstag auf.
Das Album Lights & Shadows erschien beim Label A45 Music/Kontor und wurde am 8. Februar 2019 im Rahmen eines Releasekonzerts in der Hamburger Docks, Prinzenbar vorgestellt.  Im Juli 2019 wurde die Single Anywhere ausgekoppelt, zu der der deutsche DJ, Produzent und Ex-Scooter-Mitglied Jay Frog zwei Remixe gemacht hat. Im Sommer 2019 trat Kery Fay beim CSD München auf.
Am 31. Dezember 2019 trat sie bei der Silvesterparty am Brandenburger Tor auf.

## Diskografie
Es sind keine Titel als physische Tonträger publiziert worden.
Alben
- 2019: Lights & Shadows

Singles
- 2018: Secrets
- 2018: Someone New
- 2019: Lights
- 2019: Heaven on Earth
- 2019: Anywhere
- 2020: Midnight Call
- 2021: Fading Memories (mit Sir Gladis & Audiophant)